# Велике Чисте
Велике Чисте (пол. Wielkie Czyste, нім. Groß Reinau) — село в Польщі, у гміні Стольно Хелмінського повіту Куявсько-Поморського воєводства.
У 1975-1998 роках село належало до Торунського воєводства.